# Airwork
Airwork ist eine neuseeländische Frachtfluggesellschaft mit Sitz in Auckland und Basis auf dem Flughafen Auckland.

## Geschichte
Airwork wurde 1984 gegründet. Gemeinsam mit der New Zealand Post betreibt sie eine Joint-Venture-Fluggesellschaft mit dem Namen Air Post. Außerdem führt sie auch in Australien Frachtflüge für Toll Priority durch.

## Flotte

### Aktuelle Flotte

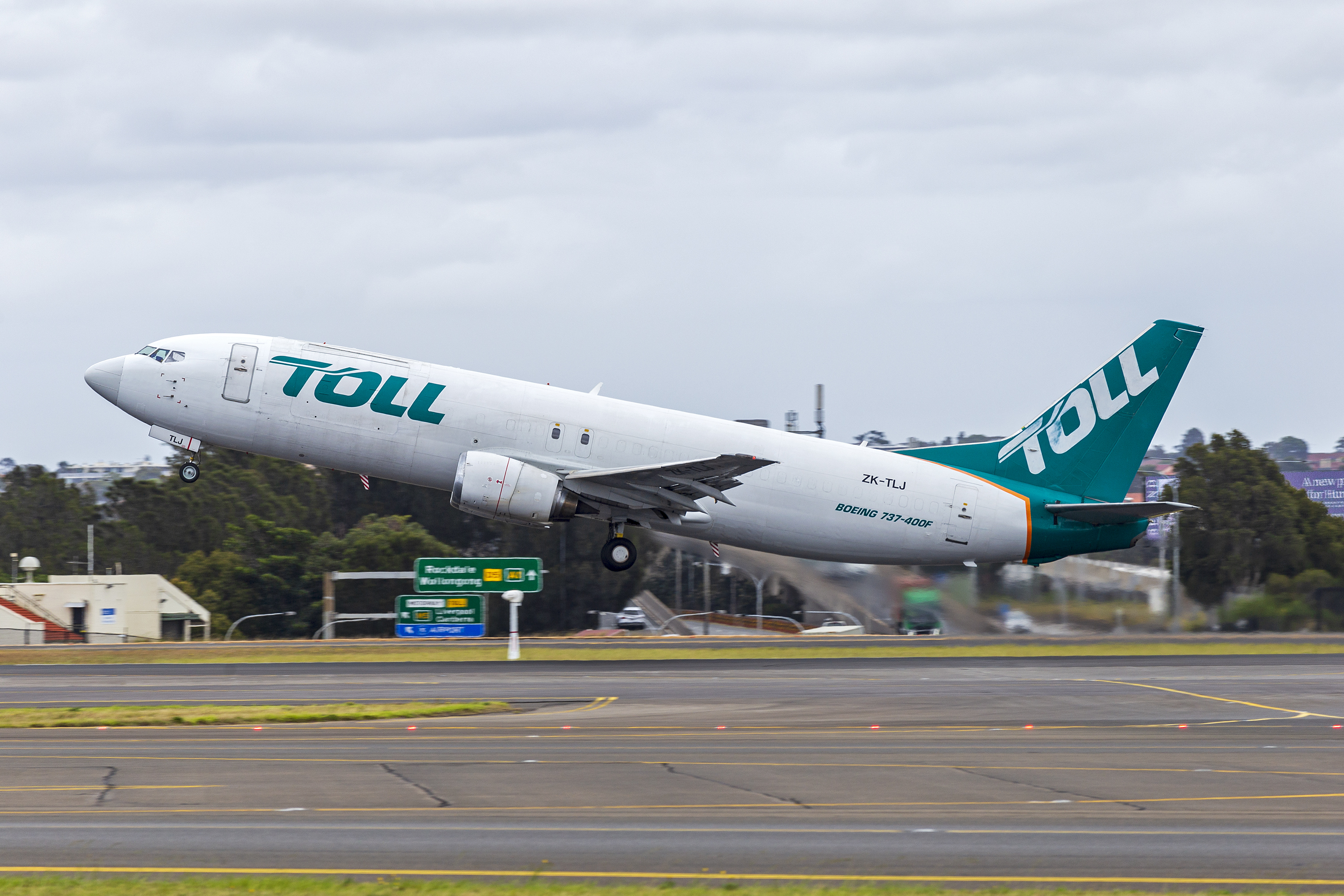
Boeing 737-400SF der Airwork

Mit Stand Juni 2024 besteht die Flotte der Airwork aus 17 Flugzeugen mit einem Durchschnittsalter von 31,3 Jahren:
| Flugzeugtyp      | Anzahl | bestellt | Anmerkungen                    | Durchschnittsalter |
| ---------------- | ------ | -------- | ------------------------------ | ------------------ |
| Airbus A321-200  | 01     |          | inaktiv                        | 25,2 Jahren        |
| Boeing 737-300SF | 03     |          | Frachtflugzeuge                | 33,1 Jahren        |
| Boeing 737-400SF | 11     |          | Frachtflugzeuge                | 31,6 Jahren        |
| Boeing 757-200   | 02     |          | beide inaktiv; Frachtflugzeuge | 30,3 Jahren        |
| Gesamt           | 17     | –        |                                | 31,3 Jahren        |

Außerdem betreibt Airwork mit Stand Juni 2017 eine Flotte aus 45 Hubschrauber für touristische und medizinische Transporte.

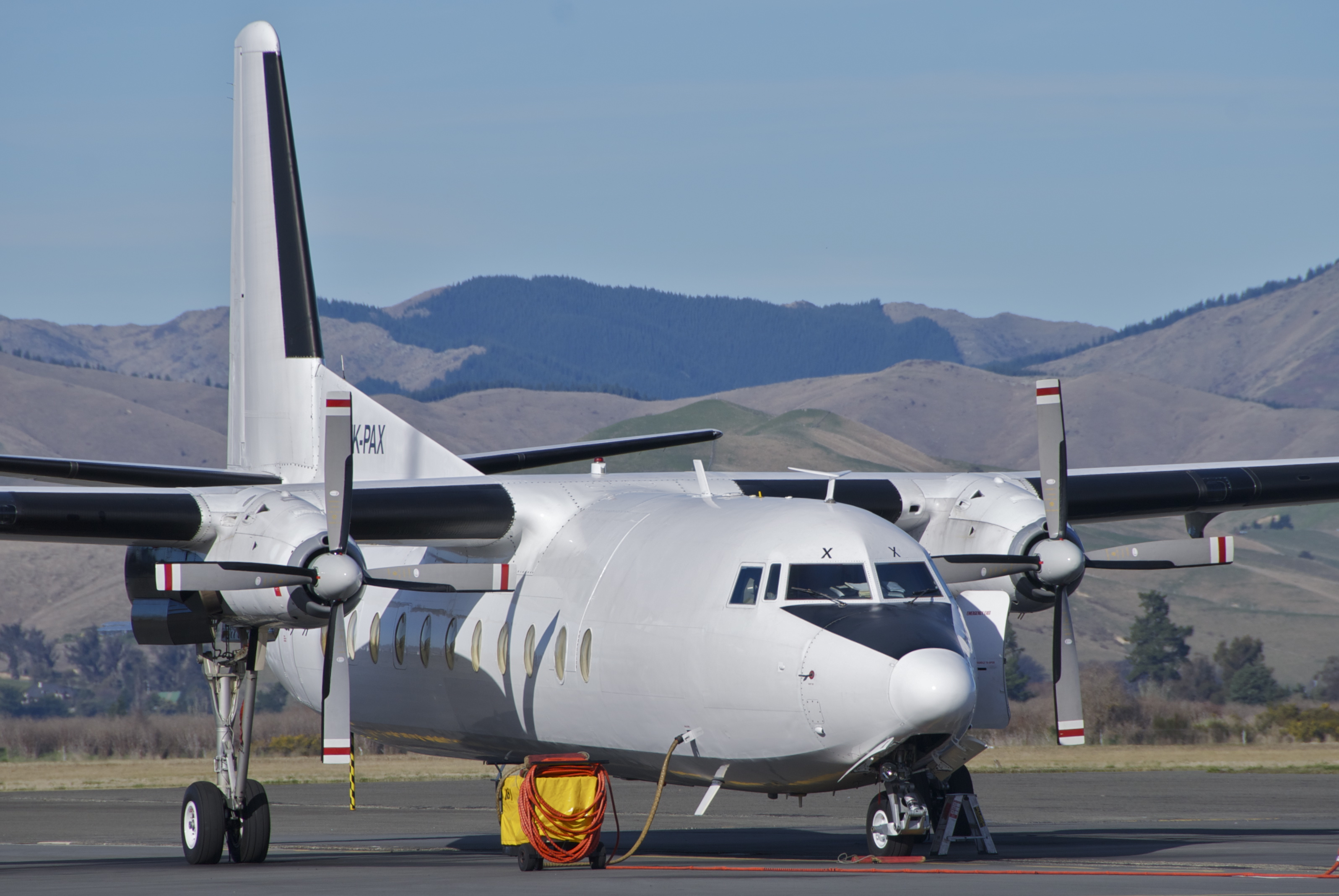
Fokker F-27 Friendship der Airwork

### Ehemalige Flugzeugtypen
In der Vergangenheit wurden unter anderem folgende Flugzeugtypen betrieben.
- BAe Jetstream 32
- Boeing 737-200[1]
- Fairchild Swearingen Metro
- Fokker F-27-500
- IAI 1124
- Piper PA-31

## Basisdaten
| Kategorie                                 | 2014   | 2015   | 2016   | 2017   |
| ----------------------------------------- | ------ | ------ | ------ | ------ |
| Umsatz (in Mio. $)                        | 138,99 | 144,93 | 165,98 | 183,06 |
| Gewinn vor Zinsen und Steuern (in Mio. $) | 019,17 | 024,75 | 037,92 | 039,68 |

## Zwischenfälle
Airwork verzeichnet in ihrer Geschichte einen Zwischenfall mit Todesfolge:
- Am 2. Mai 2005 stürzte auf dem Airwork-Flug 23 eine Fairchild SA227-AC Metro III ab. Es wurden beide Piloten bei dem Unfall getötet.[5]